# (26321) 1998 VT5
1998 في تي 5 (ويعرف أيضًا باسم (26321) 1998 في تي 5 وفق تسمية الكوكب الصغير) (بالإنجليزية: 1998 VT5)‏ هو كويكب ضمن حزام الكويكبات؛ وترتيبه 26321 من حيث الاكتشاف.
اكتُشف هذا الجُرم الفلكي بواسطة Stefano Sposetti ‏ في 11 نوفمبر 1998.

## وصلات خارجية
- (26321) 1998 VT5 في قاعدة بيانات مختبر الدفع النفاث لأجرام النظام الشمسي الصغيرة

- الاكتشاف · مخطط المدار ·  العناصر المدارية · المعلمات المادية

- (26321) 1998 VT5 على موقع ويكي سكاي: DSS2, SDSS, GALEX, IRAS, Hydrogen α, X-Ray, Astrophoto, Sky Map, Articles and images